# 米国一般名
米国一般名（べいこくいっぱんめい、United States Adopted Names : USAN）は、アメリカ合衆国の医薬品に割り当てられる、所有権のない固有名である。それぞれの名称は米国医師会(AMA)、米国薬局方協会(USP)、米国薬剤師会(APhA)が協賛するUSAN評議会によって指定されている。
USANの計画はその目標として、薬理学と化学的な関連に基づく論理的な命名分類により確立される、薬のためのシンプルで、説明的な、所有権のない固有名の選択を掲げている。薬に加えて、遺伝子治療や細胞療法の薬剤、コンタクトレンズのポリマー、外科材料、診断法、賦形剤として使われる物質を命名している。USAN評議会は、世界保健機関の国際一般名(INN)専門員会および、薬物命名法を標準化するための国際的な命名法団体と連動し、新たな物質の分類を管理するための規則を定めている。

## 歴史
USAN評議会は、AMAとUSPが合同で、AMA-USP命名法委員会を組織したのち、1961年6月に開始された。米国薬剤師会(APhA)は1964年に3番目の支援組織となり、その時にUSAN評議会となった。

## USANとINNの違い
USANとINNが異なる薬の例を挙げる。
| INN              | USAN               |
| ---------------- | ------------------ |
| グリベンクラミド | グリブリド         |
| イソプレナリン   | イソプロテレノール |
| モラシジン       | モリシジン         |
| オルシプレナリン | メタプロテレノール |
| パラセタモール   | アセトアミノフェン |
| ペチジン         | メペリジン         |
| リファンピシン   | リファンピン       |
| サルブタモール   | アルブテロール     |
| トラセミド       | トルセミド         |